# Joan Fluvià Poyatos
Joan Fluvià Poyatos (Tordera, 20 de maig de 1982) és un jugador d'escacs català, que té el títol de Mestre Internacional des de 2001. És germà de l'MI Jordi Fluvià Poyatos.
A la llista d'Elo de la FIDE del gener de 2022, hi tenia un Elo de 2465 punts, cosa que en feia el jugador número 39 (en actiu) de l'estat espanyol. El seu màxim Elo va ser de 2514 punts, a la llista de setembre de 2013 (posició 670 al rànquing mundial).

## Resultats destacats en competició
El 1999 es proclamà Campió d'Espanya sub-18, a Orpesa.
Altres resultats rellevants de la seva carrera:
- 2007 Subcampió I Obert Internacional Illes Medes[7]
- 2008 Campió XXIII Open Costa Brava Memorial Joan Gelpi[8]
- 2013 Campió Obert Internacional de Badalona.[9][10]